# Lo Poi
Sent Vincenç de Pau (en francès Saint-Vincent-de-Paul), també conegut com a Lo Poi, és un municipi francès, situat al departament de les Landes i a la regió de la Nova Aquitània.

## Demografia
| 1962                                       | 1968  | 1975  | 1982  | 1990  | 1999  | 2007  |
| ------------------------------------------ | ----- | ----- | ----- | ----- | ----- | ----- |
| 1.515                                      | 1.537 | 1.584 | 1.696 | 1.775 | 2.141 | 2.896 |
| Des de 1962: població sense dobles comptes |       |       |       |       |       |       |

## Administració
| Període | Identitat      | Partit |
| ------- | -------------- | ------ |
| 2001-   | Michel Bastiat | PS     |

## Personatges relacionats
- Jean-François-Marie Jacob
- Vicenç de Paül